# Gare de Berlin Feuerbachstraße
La gare de Berlin Feuerbachstrasse est une gare ferroviaire à Berlin, dans le quartier de Steglitz. Elle se trouve sur la ligne du Wannsee à son croisement avec cette rue.

## Histoire
La construction de la gare débute en 1932. L'ouverture a lieu le 15 mai 1933 avec l'achèvement des travaux d'électrification de la ligne du Wannsee. Dans un rayon d'un kilomètre autour de la gare, environ 22 000 personnes s'installent au moment de l'ouverture. La construction est accompagnée par la reconstruction du Schwarze Brücke , grâce auquel la Feuerbachstraße traverse les voies de la ligne du Wannsee et la ligne de chemin de fer Berlin-Magdebourg.
La gare est rouverte après la Seconde Guerre mondiale le 6 juin 1945. Le bâtiment d'accueil fortement endommagé par la guerre n'est réparé qu'en 1951-1952. Entre le 14 septembre 1965 et le 21 octobre 1966, une plate-forme intérimaire en bois est construite un peu plus au sud-ouest.
À la suite de la deuxième grève du Reichsbahn, la circulation de la ligne du Wannsee est arrêtée le 18 septembre 1980. Les droits d'exploitation du S-Bahn sont ensuite attribués le 9 janvier 1984 par la Reichsbahn à la Berliner Verkehrsbetriebe, qui commence la reconstruction de la ligne. Après avoir vérifié l'état du bâtiment d'accueil Feuerbachstraße, la démolition a lieu à l'exception du squelette puis la gare est reproduite fidèlement.

## Service des voyageurs

### Intermodalité
La gare de la ligne 1 est en correspondance avec les lignes d'omnibus M76, X76, 181 et N81.